# Bruno Trentin
Bruno Trentin (ur. 9 grudnia 1926 w Pawii, zm. 23 sierpnia 2007 w Rzymie) – włoski działacz związkowy, przewodniczący organizacji pracowniczych, parlamentarzysta, poseł do Parlamentu Europejskiego V kadencji.

## Życiorys
W trakcie II wojny światowej działał w antyfaszystowskim ruchu oporu w ramach ruchu Giustizia e Libertà. W 1949 ukończył studia prawnicze na Uniwersytecie w Padwie. W tym samym roku został członkiem Włoskiej Powszechnej Konfederacji Pracy (CGIL), największej włoskiej pracowniczej konfederacji związkowej. Rok później wstąpił także do Włoskiej Partii Komunistycznej.
Zasiadał w radzie miejskiej Rzym, a od 1963 do 1968 był posłem do Izby Deputowanych IV kadencji. Koncentrował się głównie na działalności związkowej, obejmując kierownicze funkcje w organizacjach pracowniczych. W latach 1961–1977 był sekretarzem generalnym związku zawodowego FIOM z branży metalurgicznej. W latach 1988–1994 stał na czele CGIL jako jej sekretarz generalny.
W wyborach w 1999 z listy Demokratów Lewicy uzyskał mandat posła do Parlamentu Europejskiego. Należał m.in. do frakcji socjalistycznej, pracował m.in. w Komisji Gospodarczej i Walutowej. W PE zasiadał do 2004. Zmarł trzy lata później.